# Bukietnica Arnolda
Bukietnica Arnolda, raflezja Arnolda (Rafflesia arnoldii R. Br.) – gatunek wieloletniej rośliny pasożytniczej z rodziny bukietnicowatych. Roślina ta występuje w stanie dzikim w wilgotnych lasach tropikalnych Sumatry i  Borneo. Odkryta została na Sumatrze w 1818 r. przez dr. Josepha Arnolda i gubernatora Thomasa Stamforda Rafflesa, na których cześć została nazwana. Po raz pierwszy opisana w 1821 r. przez Roberta Browna.

## Charakterystyka
Roślina ta pasożytuje na krzewach z rodzaju Cissus spokrewnionych z winoroślą, sama nie wytwarza korzeni, łodyg ani liści. Charakteryzuje się tym, że posiada największy kwiat w świecie roślin. Składa się on z pięciu czerwonych i mięsistych płatków. Jego rozmiary wynoszą 80–100 cm średnicy i ok. 10 kg wagi. Wydziela cuchnący zapach gnijącej padliny, który wabi zapylające go muchówki. Kwitnie przez 5–7 dni raz na kilka lat. Z powodu odoru nazywany jest przez mieszkańców Sumatry „trupim kwiatem”.

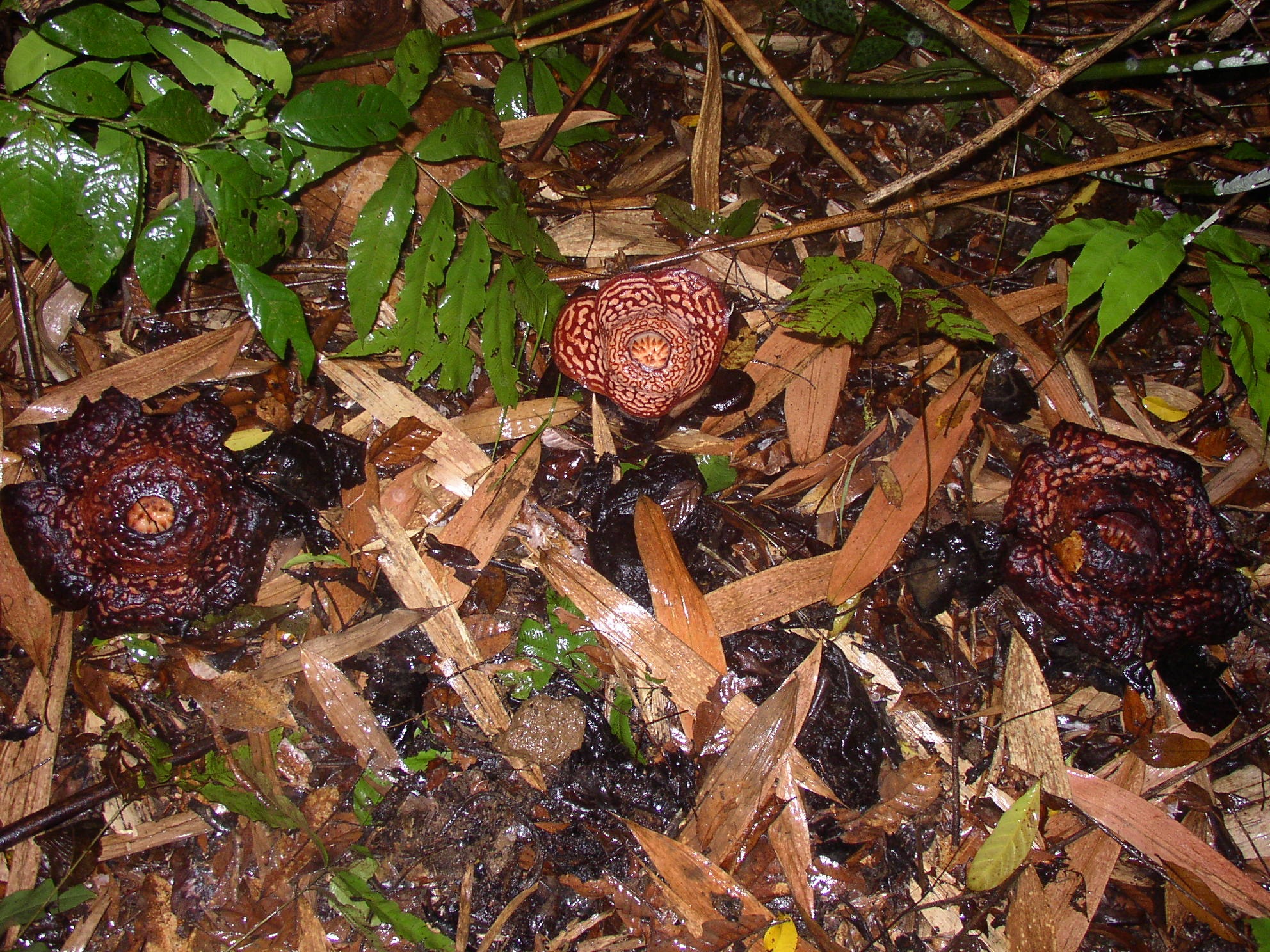
Skupienie raflezji Arnolda w pobliżu masywu Kinabalu na Borneo

## Systematyka
Przez wiele lat ten gatunek wraz z całą rodziną bukietnicowatych sytuowano wśród najbardziej pierwotnych dwuliściennych (np. jeszcze w systemie Reveala z 1994–1999 włączana była do klasy Piperopsida). Kompleksowe badania genetyczne, przeprowadzone przez amerykańskich naukowców pod kierownictwem dr. Charlesa C. Daviesa, pozwoliły na dokładne określenie pozycji systematycznej taksonu. W systemie APG III (2009) bukietnica, wraz z pozostałymi bukietnicowatymi, zaliczana jest do rzędu malpigiowców (Malpighiales) jako grupa siostrzana dla wilczomleczowatych (Euphorbiaceae). Badania genetyczne ukazały także inną interesującą cechę. Mianowicie jest ona 79 razy większa, niż była 46 mln lat temu, co oznacza, iż roślina ta odznacza się najbardziej intensywnym zwiększeniem rozmiarów w trakcie ewolucji spośród poznanych dotąd organizmów.